# Château de Cayx
O Château de Cayx' ou' Château de Caïx (poder-se-ia traduzir por Castelo de Caix) é uma residência da Família Real da Dinamarca localizado a 20 km de Cahors, no sudoeste da França.
Nos tempos medievais da vila de Caix foi uma importante fortaleza gaulesa durante as conquistas romanas. No século XIV, o castelo foi fortificado e foi uma junção para o tráfego no rio Lote. O castelo domina a pequena planície e a vila de Cayx e fazia parte das defesas para a cidade de Luzech.
Localizado no bairro de vinho de Cahors, no sul da França, Château de Cayx foi comprada pela família Lefranc Pompignan de no século XVIII. Em 1800 tornou-se a residência favorita do poeta e bel-esprit Jacques Lefranc de Pompignan. Ele ganhou uma cadeira na Academia Francesa, mas hoje em dia é mais lembrado por sua briga com Voltaire, ao invés de sua escrita.
Château de Cayx foi reconstruído diversas vezes desde o século XIV. A família Pompignan modernizou as janelas e, no século XVIII, construiu uma grande adega com vista à produção de vinho.
120 anos de pragas de videira devastaram os vinhedos. A família Monpezat então emigrou para Indochina e não retornou a Cahors senão em 1955. Em 1967 o filho mais velho da família, Henri de Monpezat, casou com a princesa Margrethe, a herdeira ao trono dinamarquês. Quando eles eram casados, ele tornou-se Henrik, Príncipe da Dinamarca.
O casal comprou o Château de Cayx em 1974. Os edifícios foram restaurados com grande cuidado e atenção ao detalhe, e o Château tornou-se o ambiente descontraído para reuniões da família real dinamarquesa inteira e seus parentes franceses.
O castelo não está aberto ao público.